# Oltramarini
Oltramarini (Fanti Oltramarini "Schiavoni") ili prekomorsko pješaštvo Mletačke Republike (Reggimenti Oltramarini/Oltremarini) bili su dalmatinski pješački korpus ustrojen unutar mletačke mornarice kao elitna pješačka postrojba Mletačke Republike.   
Posebno su se istaknuli u borbama protiv Osmanskoga Carstva diljem mletačkih prekomorskih posijeda (Stato da Màr), ali i po službi u Terrafermi, mletačkim posjedima u zaleđu Venecije (Domini di Terraferma) u sjevernoj Italiji. Osim toga, obnašali su i dužnosti tjelesne garde, prvo providurove, a kasnije i kao osobna garda samoga dužda.

## Ustroj
Oltramarini su primarno popunjavani s domaćim ljudstvom iz mletačkih posjeda na istočnoj jadranskoj obali, tj. slavenskim (kao i latinskim) stanovništvom iz Dalmacije tzv. Schiavonima, a kasnije su u nešto manjoj mjeri bili novačeni i pripadnici drugih naroda koji su došli u ove postrojbe, tj. kršćanske izbjeglice i prognanici iz Mletačke Albanije te grčkih zemalja pod mletačkom upravom (Jonsko vojvodstvo, Negropont, Moreja, Egejsko vojvodstvo, Kandija i Cipar).
Zapovjedništvo je bilo u Zadru, dok je u Veneciji na Rivi degli Schiavoni bio regrutni centar za nove generacija, po čemu je i sama riva dobila naziv. 
Glavno okupljalište "oltramarina" u Veneciji, koje su  1451. osnovali dalmatinski trgovci i pomorci, bila je Dalmatinska bratovština' ili Bratovština sv. Jurja i Tripuna (Scuola Dalmata di San Giorgio degli Schiavoni), a koja i danas djeluje. Časnici oltramarina i cappelletta u Zadru 1675. godine osnivaju bratovštinu sv. Jeronima u Zadru.
Predvodili su ih domaći zapovjednici. Časničko je osoblje djelomice bilo uvježbavano po vojnim kolegijima diljem mletačke Terraferme, a od 1740. godine časnici se školuju na Vojnoj akademiji (Militar Collegio) u Zadru. Jezik kojim se zapovijedalo i govorilo u oltramarinima bio je dalmatinski (lingua illirica). Vojnici su se međusobno zvali "brate". 
Zbog trajnih sukoba s Turcima, mletačka uprava nikada nije imala problema s novačenjem novih oltramarina, tako da nikada nije bilo prisilne mobilizacije, u puku se pozitivno gledalo na profesionalnu službu jer ionako se moralo boriti protiv Turaka, a ovako bi se dobilo "lipo odilo, dobra plaća i spiza". Plaća vojnika iznosila je 31 mletačku liru (8 lira od te plaće odvajao je za modru "radnu" odoru, a 2 lire za svečanu grimiznu dolamu). Zbog službe na brodovima dnevni obrok tzv. mornarskog kruha ("baškotina") i crnog vina bio je dodan plaći. Za upis je bila potrebna minimalna visina od 170 cm, mornarske vještine i čvrsta tjelesna građa. Dob za upis bila je od 17 do 35 godina. Obuka je trajala šest mjeseci. Oltramarini su služili diljem mletačkog imperija odnosno u Dalmaciji, po Levantu, na Terrafermi ili na brodovima.
Najbolji oltramarini služili su u tjelesnim gardama mletačkog dužda u Veneciji, dalmatinskog providura u Zadru ili zapovjednika mornarice ("Capitano Generale da Mar") na Krfu.
Sargente generale Salibeni daje ovakav opis oltramarina: 
Zbog svoje odanosti i hrabrosti, često su smatrani najvjernijim vojnicima svetog Marka. Najbolji primjer toga bili su Bokeljski zastavnici iz Perasta (pripadnici 12 peraških bratstava – kazada) kojima je pripala čast čuvati glavnu ratnu zastavu Mletačke Republike sv. Križa (gonfalone) tijekom vojnih pohoda.

## Povijest
Vojne elite istočnoga Jadrana, milicije dalmatinskih gradova te ratne družine hrvatskih plemića Istre i Dalmacije ratovat će pod mletačkom zastavom već od 13. stoljeća u ratovima protiv Genove, u dinastičkim ratovima za kontrolu Dalmacije protiv Ugarske te u uvodnim ratovima protiv Osmanskog Carstva. Upravo će iz ovih ratničkih elita, krajem 15. stoljeća izaći prvi zapovjednici i najamnici mletačkih profesionalnih postrojbi mornaričkog pješaštva i lakog konjaništva podrijetlom iz Istre i Dalmacije, ali i šireg hrvatskog prostora, tzv "Schiavoni". Zbog stalnih osmanskih prodora nakon pada Carigrada 1453. i razbuktavanja rata između Osmanskog Carstva i Venecije, slavensko stanovništvo Dalmacije, u kojoj se početkom 15. stoljeća konsolidira mletačka vlast sa središtem u Zadru, masovno pristupa u postrojbe mletačke mornarice među kojima i u korpus mornaričkog pješaštva. Mornaričko pješaštvo mletačke mornarice ili Fanti da Mar ustrojena je još davne 1202. za vrijeme Četvrtog križarskog rata kada su bili ključ osvajanja Zadra i kasnije Carigrada. Slavensko stanovništvo Dalmacije, brojem uskoro premašuje pripadnike latinskog/mletačkog podrijetla, da bi krajem 16. stoljeća fanti da mar bili isključivo novačeni iz Dalmacije, a naziv schiavoni postaje sinonim za mornaričke pješake.

### 16. stoljeće
Tijekom Drugog mletačko-osmanskog rata (1499. do 1503.) bilježimo prva ustrojavnja "oltramarina" točnije satnija "kumpanije" mornaričkog pješaštva, koje sudjeluju na dvije fronte. Pod zapovjedništvom Gonzala Fernándeza de Córdobe sudjeluju u jedinoj uspješnoj ofenzivi rata, kada mletačko-španjolska flota 1500. godine uspjeva zauzeti otoke Kefaloniju i Lefkadu. Na dalmatinskom bojištu služe kao profesionalna vojska te s lokalnim milicijama vode teške borbe sa snagama Bosanskog sandžak-bega Skender-paše koji s konjicom provaljuje sve do Šibenika. Obalni gradovi se uspješno brane, ali je cijela Zagora opustošena.      

#### Treći mletačko-osmanski rat
Godine 1538. stotine dalmatinskih oltramarina i mornara gubi život u tragediji kod Preveze kada je genoveško-mletačko-habsburška flota (Sveta liga Karla V.) od 300 brodova pod zapovjedništvom genoveškog admirala Andree Dorije porazila manja flota otomanskog admirala Hajreddina Barbarosse. Uvodne borbe započinju 25. rujna kada na nagovor papinskog admirala i biskupa Marca Grimanija mletačke galije iskrcavaju 800 oltramarina i oko stotinu malteških vitezova pod zapovjedništvom Alessandra Tomassonija kako bi osvojili osmansku utvrdu na Prevezi. Suočen sa snažnom vatrom i brojčano slabiji, kapetan Tomassoni bio je prisiljen povući se. Sutradan, 26. rujna, Tomassoni još jednom vodi svoje Schiavone, no ishod je isti, povlače se uz teške gubitke. Neuspjeh ove akcije određuje i ostatak bitke, koja kulminira 28. rujna. Do kraja bitke, zbog nesposobnosti i neodlučnosti admirala Dorije koji se i sam kasnije povlači iz borbe, flota Svete lige gubi jednu polovinu brodovlja i ima više tisuća poginulih.

#### Ciparski rat
Schiavonski fanti tragičnu sudbinu podijeliti će s ostalim braniteljima Cipra tijekom opsade Famaguste. Osim manjeg posadnog kontigenta koji je u utvrdi od početka bitke, veći broj oltramarina pridružuju se opsadi 26. siječnja 1571. pod zapovjedništvom kapetana Gianantonija Querinija nakon što probijaju osmansku blokadu i stižu u opkoljenu Famagustu. Herojska obrana će potrajati do ljeta kada je nakon punih 11 mjeseci zapovjednik obrane Marco Antonio Bragadin odlučio zatražiti primirje i predati se. Preživjelim braniteljima obećan je siguran prolaz, ali 4. kolovoza Osmanlije krše svoje obećanje te masakriraju civile i preostalih pet stotina preživjelih branitelja, a samog Bragadina zvjerski muče i nakon dva tjedna živog deru.

##### Bitka kod Lepanta
Herojski otpor Famaguste pružio je kršćanskim snagama dovoljno vremena, držeći ogromnu osmansku flotu okupiranom, da se okupi i organizira, ali i snažan motiv da se osveti samo dva mjeseca kasnije na Lepantu.     
Sveta liga isplovila je iz luke u Messini sa snagom od 206 galija i 6 velikih galijaca (galeazza). Mletačka Republika sudjelovala je sa 109 galija i šest galijaca. Mornari i vojnici iz Dalmacije i Istre popunjavaju čak dvadeset galija mletačke flote, uključujući i Capitanu, mletački zapovjedni brod admirala (Capitàn da mar) Sebastiana Veniera, vrhovnog zapovjednika svih mletačkih snaga, čiju kompletnu posadu čine Zadrani uz dvanaest Peraštana gonfalonjera (gonfaloniere).    
Uz Zadrane i Peraštane s Capitane, galije su poslale i sve dalmatinske komune i to:   
- Otok Cres, galija Sv. Nikola (posada pobijena)
- Otok Krk, galija Uskrsli Krist  (potopljena)
- Otok Rab, galija San Giovanni
- Grad Šibenik, galija San Giorgio (potopljena)
- Grad Trogir, galija La Donna (posada pobijena)
- Otok Hvar (Vis), galija Zvir Sv. Jerolima
- Grad Kotor, galija San Trifone (potopljena)
- Grad Zadar, galija San Crisogono (potopljena)

Istriani popunjavaju komunalnu galiju grada Kopra, Leone of Capodistria
Također treba napomenuti kako je zadarska galija uništena kod Krfa u uvodnim borbama s alžirskim gusarima prije glavne bitke, dok je korčulanska galija, San Teodoro, uništena prilikom obrane Korčule mjesec dana ranije. Osim ovih galija koje su poslale i opremile dalmatinske komune, dalmatinci su popunjavali još deset mletačkih galija, a kao mornaričko pješaštvo su bili prisutni na gotovo pedeset drugi galija.   
Zanimljivo je da su dalmatinskim fantima kao pojačanje pridodane jedinice španjolskog mornaričkog pješaštva Infantería de Armada, u čijem je sastavu u bitci sudjelovao i bio ranjen budući pisac Miguel de Cervantes, autor Don Quijotea. Nakon četiri sata žestokih borbi flota Svete lige odnijela je pobjedu. Bitka kraj Lepanta bila je težak poraz za osmansku flotu, jer je 117 njezinih galija i 15.000 ljudi ostalo u rukama Svete lige (od toga je 12.000 veslača bilo oslobođeno), drugo je brodovlje bilo uništeno, a 25.000 do 30.000 ljudi je poginulo. Flota Svete lige izgubila je oko 15 galija; 7500 do 9000 ljudi je poginulo, preko pet tisuća iz mletačkog kontigenta, a 15.000 bilo ranjeno. Nakon Lepantske bitke prestala je osmanska pomorska premoć na Sredozemlju. Gubitici Dalmacije i Istre bili su ogromni, od oko 9000 mornara i vojnika, čak trećina se nije vratila, poginula ili podlegla ranama.  

### 17. stoljeće

#### Uskočki rat
Tijekom Uskočkog ili Gradiščanskog rata dalmatinske profesionalne postrojbe pokazati će se ključnima u suzbijanju uskočih prepada. Sudjeluju u obrani Istre i Gorice kao laka pješadija, s konjaničkim postrojbama, dok su na dalmatinskom bojištu postrojbe oltramarina bile organizirane kao posade brzih brodica (Barche armate Croate ili Barche armate contro Uscocchi), ustrojno na razini satnija od 50 ljudi. Uskoci, organizirani u male skupine, pljačkali su u ime Austrije osmanske i mletačke posjede. Kako su zapravo vrlo rijetko napadali same Osmanlije koji su u Lici i Bosni imali velike vojne snage, njihova glavna meta postaju upravo mletački posjedi na Jadranu. Sam rat počeo je kao odgovor Venecije na sve učestalije uskočke prepade koji su krajem 16. stoljeća prerasli u organizirane pljačke podvelebitskih i kvarnerskih otoka te istarske obale, samo u gradu Paga uskoci su ubili 400 mladića u drugoj polovici 16. stoljeća, dok je Istra izgubila 30 – 50 % stanovništva.
Godine 1615. kao odgovor na ubijanje paškog kneza Ante Zorzija i oko stotinu paških mladića, Venecija šalje flotu od 25 ratnih galija i 35 brzih brodica oltramarina pod vodstvom dalmatinskog providura Jakova Zanea te na prepad osvajaju Karlobag i ubijaju ili zarobljavaju sve uskoke, a uskočkog poglavicu Petra Dančića osuđuju na smrt. Nakon što su Mlečani upali na austrijski teritorij, u tršćansku okolicu pristiže carska vojska vojska pod vodstvom generala Hrvatske krajine Vuka Krste Frankopana. Rat se vodio od Alpa do Dalmacije, a posebno teške borbe vodile su se u Istri te na granicama mletačkih i austrijskih  stečevina. Rat je završio 1617. Madridskim mirom, a glavni cilj Venecije je postignut, većina uskoka je pogubljena ili prognana u unutrašnjost, borbe u Istri potrajati će još godinu dana. Sam rat je na neki način bio uvertira u Tridesetogodišnji rat.

#### Kandijski rat
Za vrijeme Kandijskog rata oltramarini će ratovati na tri fronta; u obrani Dalmacije, u obrani Krete i kao mornaričko pješaštvo u pomorskim bitkama. Zabrinuta zbog osmanskih priprema, Republika je krajem 1644. pojačala Kretu s 2500 profesionalinh vojnika, dok su Papa i Toskana obećali pomoć u slučaju rata. Napad na Kretu počeo je 23. lipnja 1645. turskim iskcravanjem 15 milja zapadno od Hanie (Canea), nakon čega napadaju malu otočnu utvrdu Sv. Todero. Posadu isturene utvrde čini trideset oltramarina pod zapovjedništvom Istrijana Blasia Zuliana. Kada su shvatili da će biti pregaženi, kapetan Blasio, odlučio je raznijeti arsenal u trenutku kada su stotine turskih vojnika već bile ušle u malu utvrdu. Cijela posada uključujući i kapetana Blasia, ali i svi turski vojnici koji su ušli u utvrdu su poginuli. Kroz nekoliko mjeseci cijela Kreta je osvojena te započinje dugotrajna opsada glavnog grada mletačke Krete, Herakliona (Candia). Početkom opsade sve samostalne satnije oltramarina stacionirane na Kreti biti će po prvi puta organizirane u regimentu (pukovniju) Oltramarina (Reggimento di Oltramarini). Ova pukovnija biti će prisutna tokom cijele opsade, stalno nadopunjavajući gubitke novim regrutima iz Dalmacij (ali i Boke i Istre) te će zajedno sa ostalim mletačkim, švicarskim, njemačkim, grčkim i korzikanskim pukovnijama biti pod direktnim zapovjedništvom kretskog providura Cornera.
U Dalmaciji će oltramarini zadržati ustroj satnije kao osnovne borbene jedinice, koje će u iznimnim situacijama (opsada Šibenika, bitke kod Novigrada i Klisa) biti okupljane u veće borbene grupe. 1645. satnije oltramarina uspješno odbijaju prvi turski napad na Split, kada sa splitskom posadom razbijaju tursku vojsku od oko 2000 vojnika. Krajem ljeta 1647. oltramarini sudjeluju u obrani Šibenika. Pod zapovjedništvom njemačkog kondotjera baruna Christopha Martina von Degenfela čine profesionalni kontigent od 2500 pješaka. S oko 3000 Šibenčana mjesec dana odoljevaju napadima od oko 25.000 osmasnkih vojnika. Najžešće borbe vodile su se oko tvrđave sv. Ivana. Dana 11. rujna, nakon 25 dana borbi, u luku uplovljava providur Leonardo Foscolo s pojačanjima. Dana 16. rujna bosanski paša Husein-paša Tekelija je prekinuo opsadu, prikupio svu preostalu vojsku i vratio se k Drnišu, putem kojim je i došao. Poginulo je oko 4000 osmanskih vojnika. Nakon obrane Šibenika, oko 2000 oltramarina sudjeluju u oslobođenju dalmatinskih utvrda Novigrad, Karin, Obrovac i Vrana. U ovim borbama posebno se istaknuo Trogiranin Zuanne Radoš kao jedan od zapovjednika (sopraintendante) oltramarina koji će za hrabrost u ovim bitkama biti odlikovan Redom vitezova svetog Marka. 1648. na južnom bojištu velika mletačka vojska pod zapovjedništvom dona Stipana Sorića od 3000 oltramarina, 2000 švicaraca, 600 konjanika, 200 draguna i oko 1000 černida (pod vodstvom Vuka Mandušića) oslobađa Drniš i Klis. Uskoro oslobađaju i Vrliku. U obrani Splita 1657. čine mali profesionalni kontigent te sa Splitskim dobrovoljicma uspješno odoljevaju turskim napadima.
Mletačke pobjede u Dalmaciji biti će njezini jedini uspjesi ovog rata. Republika nakon 22 godine opsade gubi grad Kandiju, glavni grad i zadnje uporište na Kreti. Tijekom opsade, od bolesti i borbi gine 70.000 Turaka, 38.000 kretskih kmetova, kao i 29.088 kršćanskih branitelja grada, među kojima je bilo mornara i vojnika iz Dalmacije i Istre.

#### Prvi morejski rat
Venecija iskorištava osmanske poraze kod Beča u prvim godinama Velikog turskog rata te godine 1684. na nagovor i pod zapovjedništvom admirala (Capitàn da mar) Francesca Morosinija kreće u osvajanje osmanskih posjeda u Grčkoj, on će zapovjedati mornaricom dok će kopnenim sangama zapovjedati švedski maršal grof Otto Wilhelm Königsmarck. U prosincu 1684. dalmatinski oltramarini se s četiri pukovnije pridružuju velikoj mletačkoj armadi na Krfu. Mletačkoj vojsci pomoć od 6000 vojnika šalju Hanover i Saska, dok Papa Inocent XI. šalje pojačanje od 2000 vojnika, od kojih je najbitniji kontingent od nekoliko stotina Malteških vitezova i vitezova Reda Svetog Stjepana. Prve operacija rata za oltramarine bile su uspješno iskrcavanje i osvajanje utvrda Santa Maura na Lefkadi u kolovozu i osvajanje utrde Preveza koja pada u rujnu nakon kraće opsade. Ove uvodne pobjede poslužiti kao velika psihološka pobjeda jer su oba uporišta imala reputaciju neosvojivih utvrda. 

##### Levantsko bojište
U ljeto 1685. snage admirala Morosinija kreću u oslobađanje Peloponeza. Nakon iskrcavanja kod Koronija dalmatinsko-njemačke snage (2400 Hanoveranaca i 1000 Dalmatinaca) pod zapovjedništvom mladog general Hannibala von Degenfelda, sina baruna Degenfelda, porazile jaku posadu osmanskog generala Kapudan-paše, a nedugo nakon toga oslobođeni su kašteli grada Kalamata. 1686. Morosini s flotom napada Modon koji nakon dva tjedna bombardiranja i žestokog pješačkog napada oltramarina pada. Dalmatinske pukovnije pod zapovjedništvom pukovnika Fanfogne istakunule su se u munjevitom osvajanju utvrda Arkadije, Navarino (Pylos), Arga i Naupliona. U proljeće 1687. padaju i posljednje veće osmanske utvrde na Peloponezu, grad Patras i utvrde na ulazu u Korintski zaljev Rion i Antirion. Nakon što je Peloponez bio pod potpunom mletačkom kontrolom, mletačka vojska kreće u daljnje osvajanje grčke. Velike mletačke snage 1687. osvajaju Atenu, opsada je ostala poznata po neslavnim mletačkim bombardiranjem Partenona, a Morosini postaje mletački dužd. Mletačko napredovanje staje 1688. nakon neuspjele opsade Negropontea, kada je u mletačkom kampu izbila kuga, od koje je umro i sam maršal Königsmarck.

##### Dalmatinsko bojište
Morejski rat vodio se i u Dalmaciji, Hercegovini i Boki kotorskoj. Kao profesionala vojska Venecije u Dalmaciji oltremarini i kapeleti, s potporom švicarskih pukovnija i lokalnih pomoćnih postrojbi černida, pod zapovjedništvom admirala i providura Cornara uspješno oslobađaju Sinj (1686.), Hereceg Novi (1687.) i Knin (1688.). Ovim pobjedama zacrtana je buduća granica Dalmacije prema Hercegovini (planina Dinara). Rat je okončan mirovnim ugovorom u Srijemskim Karlovcima 1699. Mlečani su zadržali dio stečevina na Peloponezu, dok su u Dalmaciji u sastav Mletačke Republike pripojeni Knin, Vrlika, Sinj i Vrgorac. Iako pod mletačkom vojnom kontrolom nakon rata, dubrovačko zaleđe u Hercegovini vraćeno je pod osmansku vlast, a u Boki kotorskoj Mlečani su uz Herceg Novi oslobodili i Risan. Novoosvojeni mletački posjedi u Dalmaciji poslije su nazvani Acquisto nuovo (nove stečevine).
- Prikaz dalmatinskih vojnika (oltramarini i kapeleti) tijekom morejskog rata.[31]
- Napad na Prevezu 1684.
- Opsada Koronija 1685.
- Opsada Modona 1685.
- Opsada Kalamate 1687.
- Opsada i bombardiranje Atene 1687.
- Pirejski Lav, kip iz 4. stoljeća pr. Kr., ratni trofej nakon osvajanja Atene.

### 18. stoljeće

#### Rat za španjolsku baštinu
Iako je Mletačka Republika uspijela ostati neutralna u Ratu za španjolsku baštinu, tisuće oltramarina, kapeleta i černida služile su po mletačkom zaleđu kao posadne vojske gradova i utvrda Terraferme, vrijeme trajanja cijelog rata. Dalmatinskim pukovnijama, ali i mletačkim i švicarskim zapovjedao je zadarski general, sargente generale Šimun Fanfogna.

#### Drugi morejski rat
Početak 18. stoljeća obilježiti će novi rat s Osmanlijama, koji u nastojanjima da vrate izgubljena područja u Morejskom ratu objavljuju rat Veneciji. Novi rat biti će poznat kao Drugi morejski rat ili Sinjski rat. Kao i u Kandijskom ratu, stoljeće ranije, 1715. osmanska vojska iz Bosne napada Dalmaciju te u kolovozu  napada Sinj i drži ga pod dugotrajnom opsadom, poznatoj kao Opsada Sinja.

##### Opsada Sinja 1715.
Providur Angelo Emo očekivao je napad na Sinj koji je bio glavni strateški grad u dalmatinskom zaleđu te je domaća vojna posada od stotinjak černida ojačanih s regimentom od oko 700 profesionalnih vojnika, elitnih mletačkih grenadira, Abružana i domaćih oltramarina uglavnom iz sjeverne Dalmacije pod zapovjedništvom colonela Sentilera i kapetana Balbija (sinjski providur) te par satnija (compagnia) konjanika kapeleta pod zapovjedništvom kapetana Šurića koji u bitci gine. Više tisuća (oko 20.000) osmanskih vojnika napalo je Sinj i njegovu malu posadu. Dva tjedna vode se žestoke borbe s velikim gubitcima. Nakon teške opsade i herojske obrane u noći između 14. i 15. kolovoza, Osmanlije su odustali te su bijegom u Livno potražili sigurnost. Preživjeli branitelji pobjedu su pripisivali čudotvornom zagovoru Gospe Sinjske.  

U zahvalu za pomoći kapetan Balbi je s časnicima odmah skupio 80 zlatnika koje su poslali u Veneciju da se skuje zlatna kruna i križ i da se okruni Gospin lik.  Pri dnu krune urezali su u dva reda riječi:
IN PERPETUUM CORONATA TRIUMPHAT ANNO MDCCXV (prevedeno: Zauvijek okrunjena slavi slavlje – godine 1715.)
Danas u čast veličanstvene pobjede nad Osmanlijama i obrane Sinja "dalmatinskog Termopila", Sinjani svake godine tradicionalno održavaju viteški turnir, poznat u cijelom svijetu kao Sinjska alka.

##### Levantsko bojište
U proljeće 1715. velika turska vojska, pod zapovjedništvom velikog vezira Damata Ali-paše, od preko 100.000 vojnika (15.000 janjičara, 22.844 konjanika te 87.520 pješaka) napala je mletačke utvrde na Peloponezu. Mletačka vojska na Peloponezu brojila je samo 8000 profesionalnih vojnika i 42 broda. U samo sto dana Osmanlije su pregazile male mletačke garnizone te uz brojne masakre nad kršćanskim stanovništvom odanim Veneciji povratili sav teritorij izgubljen u Prvom morejskom ratu. Brojne postrojbe oltramarina imale su velike gubitke kao npr. regimenta Viskovich, koja je nakon pada utvrde Castello di Morea (Rion) uništena, a sam pukovnik Nikola Visković odveden je u Carigrad, gdje je 1718. godine i preminuo od kuge. Godine 1715. nakon tri mjeseca opsade padaju i zadnje mletačke utvrde na Kreti, Spinalogna. i Souda Obe utvrde odoljevale su turskim napadaima 46 godina nakon pada Krete te imali stalni garnizon oltramarina kroz cijelo vrijeme. Nespremnost Venecije na novi rat s Turcima ostavila ih je izoliranim, a mali garnizoni mornaričke pješadije nisu imali šanse.

##### Opsada Krfa 1716.
Otomanska vojska od oko 30.000 pješaka i 3000 konjanika, iskrcala se 8. lipnja 1716. na Krfu, najvažnijem mletačkom uporištu u Jonskom moru. Obranu je vodio pruski grof Johann Matthias von der Schulenburg, s oko 2000 vojnika sastavljenih od njemačkih plaćenika i mletačkih vojnika. U srpnju pomorsku blokadu probija mletački eskadron i iskrcava 1500 oltramarina, koji preuzimaju zadaću obrane glavnih položaja od njemačkih vojnika koje je pokosila bolest (1/3 je bila vojno sposobna). Dalmatinci su herojski držali svoje položaje na utvrdi Monte d'Abramo do 3. kolovoza.
19. kolovoza 600 oltramarina i 300 oltramontana (profesionalni vojnici podrijetlom iz Svetog Rimskog Carstva u mletačkoj službi) ponovo osvaja Monte d'Abramo, u isto vrijeme pada utvrda Scarpone kada se 400 njemačkih vojnika povuklo pred napadom 3000 janjičara. Svjestan značaja gubitka utvrde Scarpone, Schulenburg naređuje očajnički juriš pukovniji oltramarina po zapovjedništvom Antonia Kumbata, 800 vojnika, ojačanih elitnim mletačkim grenadirima i jakom topničkom vatrom. Nakon 6 sati borbi Mleci izlaze kao pobjednici, 1200 janjičara izgubilo je život kao i polovina branitelja. Nakon gubitka najboljih postrojbi, i dolaska novih mletačkih pojačanja, 21. kolovoza Turci prekidaju s napadima i 25. kolovoza se povlače s Krfa.

##### Rat za austrijsku baštinu
Kao i za vrijeme Rata za španjolsku baštinu, regimente oltramarina bile su raspoređene kao posadne postrojbe u Bergamu, Veroni, Bresci i Gorici, gdje ce se rotirati iduće desetljeće, za vrijeme trajanja cijelog rata. 

#### Mletačke ekspedicije u Sjevernu Afriku
1766. godine kao odgovor na guarske napade mletački senat šalje četiri redovne fregate mletačke moranrice (San Michele Arcangelo, Vicenzo Ferrer, Tolleranza i Vigilanza) te 6 domaćih (Barche armate Croate) tartana (Santissimo Crocefi sso e Madonna del Rosario, Redentor, Spirito Santo e Madonna del Carmine, Natività del Signore, Sacra Famiglia, Regina degli Angeli), u sastavu mletačke moranrice oltramarini sudjeluju u vojnome pohodu protiv tripolitanskih gusara.
Od 1784. do 1792. godine, tijekom zadnjeg velikog mletačkog vojnog pohoda na Tunis, pod zapovjedništvom admirala Angela Ema, devetnaest satnija oltramarina bilo je ukupno unovačeno kao pješačka formacija mletačke flote koja je bombardirala i napdala gusarska uporišta cijelom obalom Tunisa.
Dalmatinci iz pukovnije Cernizza (Crnica) posebno su pohvaljeni prilikom zauzimanja berberskoga broda "Hanibal" kod rta Kartage. Ove operacije su uspješno zatvorile tunisku piratsku flotu u svoje luke te prouzročile velike štete i žrtve po obalnim gradovima, admiral Emo postao poznat diljem Europe, gdje su slike njegovih noćnih bombardiranja poput vatrometa raspirivale maštu. No unatoč uspjesima Senat je odbio Emove zahtjeve za ekspedicijskom snagom od 10.000 vojnika kojom bi napali i zauzeli obalu Tunisa. 1792. Emo umire, a flota se vraća na Krf, gdje će ostati sve do pada Republike.

#### Pad Mletačke Republike
U pokušaju da ostane neutralna u ratu između Francuza i Austrijanaca, mletački senat odlučio se za politiku popuštanja. Francuske trupe nesmetano ulaze na teritorij Republike na opće nezadovljstvo mletačke vojske. U strahu od francuske okupacije, mletačka vlast uvodi potpunu mobilizacija, 10 000 oltramarina raspoređeno je po Terrafermi, s izričitom zapovjedi da pod svaku cijenu izbjegavaju sukobe s Francuzima.
„Mirna” francuska okupacija mletačkih gradova ne prolazi mirno i ubrzo počinju protujakobinske pobune, najznačijni bio je u Veroni, gdje se 17. travnja građani pridružuju dalmatinskim trupama u izbacivanju francuskog garnizona, događaj će ostati zapamćen kao Veronski Uskrs – Pasque Veronesi, tj. kao Le Massacre de Verone u francuskim izvorima. Nakon devet dana borbi, pod opsadom od novih 15.000 francuskih vojnika, 25. travnja Verona pada.   
Osim sukoba u Veroni, oltramarini će odigrati ključnu ulogu i u jedinoj pomorskoj bitci između mletačke i francuske mornarice, a ujedno i zadnjoj mletačkoj pomorskoj bitci. 20. travnja francuska fregata "Le Libérateur d'Italiei", pod zapovjedništvom kapetana Laugiera, silom pokušava ući u venecijansku lagunu, ali ju je tamo presrela fusta "Annetta Bella" pod zapovjedništvom bokeljskog kapetana Alvisa Viscovicha. Nakon kratke razmjene topovske vatre, Viscovich je sa svojim oltramarinima izveo abordažu na francusku fregatu, koja se nakon kratke borbe predala.
Kao zadnji dokaz odanosti Mletačkoj Republici, tisuće dalmatinskih oltramarina i mornara bili su zadnja oružana sila voljna boriti se do kraja za Veneciju. Časnici oltramarina tražili su da se grad spremi za opsadu i da se brani. Glavni pristaša te ideje bio je duždev consigliere Francesco Pesaro koji je do zadnjeg dana molio dužda da ne predaje vlast jakobincima te da se povuće u Zadar, tada jako središte Mletačke Dalmacije. U strahu od razaranja grada, dužd Manin i večina plemstva nije udovoljila željama Dalmatinaca za borbu te 12. svibnja 1797. predaju vlast Napoleonou, i time pada tisuću godina stara republika. Prilikom ulasaka francuskih vojnika u grad, oltramarini su odbili predati oružje te su uz pucnjeve u zrak uzvikivali stoljećima star vojni poklič "viva san marco" dok su se ukrcavali na brodove koji su ih trebali odvesti u domovinu.
Dana 21. lipnja 1797. zadnji zapovjednik oltramarina general-narednik (sargente generale) Marko Antonio Bubić, zajedno sa svojim časnicima i s dalmatinskim plemstvom, priseguno je vjernost austrijskom caru Franji II., a pukovnijske zastave su tada uz počasti položene u zadarsku katedralu, isto je napravila pukovnija Medin u Boki i pukovnija Cernizza na Krfu.
Prilikom skidanja mletačke zastave u Perastu jedan od oltramarinskih zapovjednika bokeljski pukovnik conte Josip Visković održao je poznati govor u čast služenja Mletačkoj Republici:

### Oltramarini nakon 1797.
Lojalnost i hrabrost dalmatinskih pukovnija nije prošla nezapaženo ni austrijskim, a ni francuskim generalima. S uspostavom austrijske vlasti, odmah se krenulo s regrutacijom iskusnog časničkog i dočasničkog kadra oltramarinskih pukovnija, no nije bilo željenog odaziva. Germanska vojnička stega i novi zapovjedni jezik nisu naišli na odobravanje kod dalmatinskog stanovništva, naviknuto na službu u mletačkoj vojsci pod svojim časnicima. Unovačene su tek tri bojne mornaričkoga pješaštva (Dalmatiner Marineinfanterie), svaka s oko 700 vojnika te su poslani na talijansko bojište tijekom Rat treće koalicije. Vojnička disciplina i izvrsna uvježbanost postrojbi Oltramarina nadživjeli su Mletačku Republiku. U vrijeme francuske uprave u Dalmaciji, bivši visoki časnik oltramarina Lujo Matutinović, rodom iz Dalmacije, zabilježio je kako u vojnim krugovima austrijske i francuske vojske živi sjećanje na te postrojbe: 
Nakon poraza Austrije i pada Dalmacije pod francusku upravu, od ove tri bojne Francuzi osnivaju svoje dvije dalmatinske bojne, tzv. "Premier et Deuxième bataillon Dalmate".1808. primarno od časničkog kadra bivših oltramarina francuzi će osnovati Kraljevsku dalmatinsku pukovniju (Le régiment royal Dalmate), no zbog izrazitog negativnog stava prema francuskoj okupaciji u Dalmaciji, pukovnija nikada neće brojčano preći broj od 2300 vojnika raspoređenih u 4 bojne. Osamnaest satnija će 1812. krenuti u invaziju na Rusiju, od kojih će se, nakon brutalnih borbi, tek jedna vratiti iz Napoleonovog neuspjelog pohoda. Konačno uspostavom Kraljevine Dalmacije od preostalih veterana oltramarina austrijska vlast će u sklopu mornaričkoga pješaštva ratne mornarice osnovati "Dalmatinsku laku bojnu" (Leichtes Dalmatiner Bataillon).

## Organizacija
Korpus je u miru brojao oko 6000 vojnika i oko 600 konjanika, za vrijeme rata broj se dizao na 9000 do 10.000 vojnika. Korpus se prvotno sastojao od samostalnih satnija (kumpanija) koje su osobno ustrojavali kapetani, a koje bi se onda formirale u veće borbene grupe ili ekspedicijske snage. Početkom Kadnijskog rata biti će unovačena prva pukovnija. Praksa se nastavlja i u oba Morejska rata kada pukovnije postaju primarne vojne formacije oltramarina. Na kraju Drugog Morejskog rata biti će unovačeno čak 13 regimenti, a sam pad republike oltramarini će dočekati formirani u jedanaest regimenti (reggimento). Popis regimenti nakon Morejskog rata, 1700. godine te njihovo područje djelovanja: 
- Regimenta oltramarini Fanfonja (Dalmacija)
- Regimenta oltramarini Benja (Levant)
- Regimenta oltramarini Kumbat (Levant)
- Regimenta oltramarini Crnica (Levant)
- Regimenta oltramarini Belafuža (Levant)
- Regimenta oltramarini Posedarski (Terraferma)
- Regimenta oltramarini Carponese (Dalmacija)
- Regimenta oltramarini Radoš (Dalmacija)
- Regimenta oltramarini Paskvali (Dalmacija)

Svaka pukovnija/regimenta (reggimento) uzimala je  ime svog domaćeg kolunela/pukovnika (colonnello) koji bi po zapovjedi providura ili generala skupljao dobrovoljce za službu, npr. Reggimento Cumbat ili Reggimento Fanfogna. Regimentu je činio veći broj satnija/kumpanija (compagnia), sedam do devet, ali nikad manje od pet ili više od trinaest. Svaka je compagnia, brojila u prosjeku oko pedeset do sedamdeset vojnika i časnika. Nerijetko su satnije ustrojavane ad hoc kao zasebne postrojbe, a ne kao dio veće pukovnije od nekoliko satnija. Za vrijeme rata satnijama profesionalnih oltramarina dodavale bi se odabrane banderije teritorijalnih postrojbi černida odnosno paesana. Za vrijeme Napoleonove invazije na Terrafermu, broj vojnika po satnijama, pukovnije Medin, povećao s 50-ak na čak 120 vojnika, pola od kojih su bili černide. Za vrijeme Kandijskog rata kroz korpus oltramarina prošlo je 17.000 vojnika.
Ostali viši činovi u regimenti bili su potpukovnik (tenente colonnello), bojnik (sargente maggiore) te šest kapetana (capitano) zapovjednika satnija. Osobna satnija pukovnika (compagnia propria ili compagnia colonnella) i satnije potpukovnika i bojnika, imale su po jednog kapetan-poručnika (tenente capitano) za zamjenika zapovjednika. Linijske satnije uz kapetana imale su poručnika (tenente). Najniži časnički čin u satniji je bio zastavnik (alfier) koji je bio zadužen za stijeg pukovnije, odnosno satnije. Svaka satnija je imala jednog narednika (sargente), dva kaplara (caporal) i oko 50 vojnika. Pukovnikova satnija imala je glazebni sastav od 6 svirača frule (piffaro) i 9 bubnjara (tamburo) pod zapovjedništvom narednika bubanjara (tamburo maggiore), 6 kadeta i ađutanta. Pratnja se sastojala od specijaliziranih vojnika; kapelan (cappellano), najčešće redovnik iz reda benediktinaca ili franjevaca, kirurg (chirurgo), brijač/pomoćni kirurg (Barbo), mali o kumpanije, kovač, računovođa, oružar, puškar, artiđan, kuhar (kogo), , glasnik (foriere), satnije specijalizirane za brodsku službu imale su po tri mornara (marineri).
Činovi pukovnije (regimente)
- Colonello – pukovnik (Kolunel)
- Tenente Colonello – potpukovnik
- Sargente Maggiore – bojnik (major)
- Aiutante – pobočnik/ađutant (časnički namjesnik)

Činovi satnije (kumpanije)
- Capitano – kapetan
- Tenente Capitano – natporučnik / kapetan-poručnik (Tenant Kapetan)
- Tenente – poručnik (Tenant)
- Alifere – zastavnik (Alfir)
- Sargente – narednik (Saržent)
- Foriere – kvartirmajstor/konačar (Forir)
- Capolare – skupnik (Kaplar)
- Cadetto – kadet
- Glazba – Piffaro – svirači frule (Pifar), Trombeta – svirači roga (Trubadur), Tamburo – bubnjar (Tambur)[61]

| Ime satnije                                                                         | Ime zapovjednika                           |
| ----------------------------------------------------------------------------------- | ------------------------------------------ |
| Compagnia oltramarini Colonella (Propria) Fanfonja - Pukovnikova satnija Fanfonja   | colonnello conte Josip Ante Fanfonja       |
| Compagnia oltramarini di Tn. Colonello Kolanović - Potpukovnikova satnija Kolanović | tenente colonnello Ante Kolanović          |
| Compagnia oltramarini di Sargente Maggiore Grančić - Bojnikova satnija Grančić      | sargente maggiore Frane Grančić (Grancich) |
| Compagnia oltramarini Fanfognja - Linijska satnija Fanfognja                        | capitano Frane Fanfonja                    |
| Compagnia oltramarini Grančić - Linijska satnija Grančić                            | capitano Ante Grančić                      |
| Compagnia oltramarini Arnević - Linijska satnija Arnević                            | capitano Petar Arnević                     |
| Compagnia oltramarini Arnević (Z.) - Linijska satnija Arnević (Z.)                  | capitano Ivan (Zuane) Arnević              |
| Compagnia oltramarini Klarić - Linijska satnija Klarić                              | capitano Juraj Klarić                      |
| Compagnia oltramarini Jeličić - Linijska satnija Jeličić                            | capitano Toma Jeličić (Gelizich)           |
| Compagnia oltramarini Jeličić (S.) - Linijska satnija Jeličić (S.)                  | capitano Stipan Jeličić                    |

Osim čina pukovnika (kolunela), određeni pukovnici iz redova oltramarina dobivali su visoke činove kao Sargente Maggiore di Battaglia "bojnik vojske" koji bi odgovarao modernom činu brigadira ili brigadnog generala. Uloga bojnika vojske bila je zapovjedanje više pukovnija grupiranih u borbenu skupinu, brigada (brigata). Čin "Sargnete generale" "general narednik" koji bi odgovarao modernom činu generala bojnika nosili su visoki časnici oltramarina Šimun Fanfonja i Marko Antonio Bubić. General narednik bio je zadužen za jedan od 4 vojna okruga republike. Najviši čin (ujedno i najviši regularni vojni čin mletačke vojske) koji je nosio neki pripadnik oltramarina nalazimo u iznimnom slučaju vojnog inženjera Antonia Jančića, kojeg je mletački senat promaknuo u čin Tenente Generale "general poručnik" (koji bi odgovorao modernom činu general pukovnika. Uz visoke činove, neki su časnici oltramarina držali i prestižan naslov Sopraintendante della Natione Oltramarina, tj. naslov nadintendanta profesionalnih postrojbi pješaštva i konjaništva oltramarina.

### Stijeg
Glavna oznaka satnije, a kasnije i pukovnije bila je njen borbeni stijeg/bandira. Svakoj pukovnije bila su dodijeljena dva stijega, jedan se nalazio u pukovnikovoj, a drugi u potpukovnikovoj satniji. Stjegovi oltramarina nisu se razlikovali previše od ostalih pukovnijskih stjegova mletačke vojske, s jedne strane nalazio se ispleteni zlatni lav sv. Marka s mačem, a s druge strane oznaka pukovnika. Oltramarinske su zastave bile strogo kvadratne i sastavljene od dvije naizmjenične i suprotne boje, podijeljene u četiri četvrtine koje su bile modre, grimizne, bijele, zlatne ili tirkizne. Postojale su i satnijske zastave, manje jednobojne zastave s ispletenim lavom s jedne strane, a oznakom pukovnije i satnije na drugoj. Stijeg pukovnikove satnije bio je strogo bijeli, dok su ostale satnije imale modri stijeg, osim ako se radilo o bivšoj samostalnoj satniji koje su imale vlastite stjegove koje su zadržavale prilikom ulaska u pukovniju.
- Vektorski prikaz stijegova
- Bandira pukovnije Scuttari 1791.
- Bandira pukovnije Belafuža ili Bubich 1791.
- Bandira pukovnije Medin 1791.
- Bandira pukovnije Crnica ili Fanfonja 1791.
- Bandira pukovnije Carponese 1791.

### Mornaričke postrojbe (Barche armate Croate)
Uz ovaj tradicionalni pješački ustroj, određene samostalne satnije (kumpanije) bile su organizirane kao Barche armate Croate (Barche armate contro Uscocchi) te su bile specijalizirane za obranu Jadrana od gusarskih napada, kako turskih tako i uskočkih, Generalni providur Dalmacije pod svojim zapovjedništvom raspolagao je s malom pomorskom eskadrom čiju su jezgru činili oko 20 do 30 manjih ratnih brodova, tzv. barche armate, svaki (nominalno) s posadom od jedne satnije do 50 ljudi iz korpusa oltramarina.

### Grenadiri i karabinjeri
Za vrijeme Kandijskog i kasnije Morejskog rata novačene su i elitne grenadirske satnije oltramarina koje su služile kao osobne borbene satnije zapovjednika brigade oltramarina. Satnija bi se organizirala na način da bi se iz svake regimente unutar brigade izvukli najbolji vojnici. Satnija grenadira brojala je oko 100 vojnika. Karabinjerski odredi od 12 do 24 oltramarina novačeni kao posebne postrojbe za zaštitu visokih dužnosnika. Novačene su na isti način kao i grenadiri, ali sa svrhom osobne garde, a ne borbene postrojbe. Najpoznatiji je primjer osobna zaštitna garda admirala i dužda Morosinija tijekom mletačke ekspedicije na Peloponez.

### Konjaničke postrojbe (Croati a cavallo/Kapeleti)
Croati à cavallo ili Hrvatsko konjaništvo (Crovati, Kapeleti, Cavalleria Oltramarina) bila je elitna konjanička postrojba Mletačke Republike. U početku su bili organizirani u sklopu korpusa oltramarina kao dalmatinski kontigent stradiotia, tj. lako konjaništva za nadzor mletačke granice u Dalmaciji. Početkom 18. stoljeća i reorganizacijom mletačkih oružanih snaga, korpus cappelleta se ukida, kapeleti rodom iz Terraferme popunjavaju 6 pukovnija draguna i kirasira po 300 konjanika, dok se konjaničke satnije Crovata iz Dalmacije reorganiziraju u dvije pukovnije Hrvatskog konjaništva – Reggimenti Croati a Cavallo, također po 300 konjanika. Po opremi i načinu djelovanja najsličniji su dragunima ostalih europskih država.

### Pomoćne pješačke postrojbe (Paesani)
Fanti paesani (negdje nazivani i panduri) bili su vrsta poluprofesionalne mletačke vojske u Dalmaciji. Riječ je o postrojbama koje je mletačka vojna administracija nazivala  paesani, odnosno, compagnie de paesani, radilo se černidama specijaliziranim i plaćenim za čuvanje i nadziranje mletačke granice u Dalmaciji (planinskih prijevoja, manjih utvrđenih položaja, važnih prometnih puteva i sl.), kako bi redovne domaće postrojbe (oltramarini i kapeleti) bile slobodne za druge vojne zadaće na najvažnijim dijelovima nekog bojišta. Godine 1717. broje oko 1500 vojnika na području dalmatinske granice raspoređenih u 20-ak satnija. Kapetani kumpanija paesana bili su nagrađivani na način da bi njihova postrojba bila prebačena među redovne profesionalne postrojbe oltramarina, što bi u praksi značilo povećanje plaća časnicima i vojnicima, ali i službu izvan Dalmacije.

## Naoružanje
Naoružanje oltramarina bilo je raznoliko, iako su osnovani kao „pješaci s mora“ (fanti da mar) za desantno-jurišne akcije na neprijateljske brodove i osiguranje mletačkih brodova, kroz dugu povijest obavljali su različite dužnosti; od osvajanja neprijateljskih utvrda i tjelesne garde dužda do posadnih jedinica isturenih utvrda po Mediteranu.  
- Schiavona – teški mač široke duple oštrice s upečatljivom košarom na dršci koja je bila u obliku takozavne „mačje-glave”. Mač se koristio sve do doba Francuske revolucije, no ime i slavu stekao je upravo kao primarno oružje mletačkih oltramarina, u hrvatskoj literaturi navodi se kao paloš.[69]
- Schiavonesca – stariji teški mač, ostao u ceremonijaloj službi (duždeva garde), osnovni mač hrvatskih vitezova i konjanika na području Dalmacije od 14. stoljeća. Ugarskog porijekla, u Italiji poznat pod imenmom schiavonesca upravo zbog dalmatinskih vojnika u mletačkoj službi.
- Kurtela – ratni noževi, za razliku od većih oružja koje se kovalo u Veneciji, kurtele su se proizvodile po dalmatinskim komunama, tako da su bile najstarije i najdostupnije oružje koje vežemo za schiavonske postrojbe.
- Bodež ili stiletto – borbeni nož s vrlo oštrim vrhom i dva oštra ruba, tipično dizajniran kao oružje za rezanje ili probijanje.[70]
- Iatagan ili jatagan – dugi turski noževi s blago zakrivljenom oštricom, izrađeni isključivo za blisku borbu. Drška im je zbog stabilnijeg držanja račvasta, s dva uha, načinjena od drva ili goveđe kosti. Jatagani su predstavljali svojevrsan simbol iskustva, među ostalim vojnicima, uzimali su ih od poraženih muslimanskih vojnika, a poseban prestiž imali su  janjičarski  jatagani.
- Sablja ili sciabola – standardno oružje kapeleta, lakši od schiavone, u pješačkim postrojbama koriste ga zastavnici i glazbenici.
- Martello ili nadžak – bojni čekić, oružje s kljunom i čekićem. Vješao se na sedlo ili se zaticao o pojas.
- Ascia ili bojna sjekira – u početku obična sjekira korištena za borbu, kasnije rađena po uzoru na bojni čekić
- Maca ili buzdovan – oružje koje se sastoji od drvenog ili željeznog drška na koji je nataknuta željezna glava koja može biti različito oblikovana. Kasnije su se buzdovani zbog svojih dekorativnih oblika počeli upotrebljavati kao znak časti i vojničkog položaja.
- Alabarda ili helebarda (saržentina) – sastoji se od motke, metalnog šiljka te sjekire koja je s druge strane ima trorog ili kuku. Oltramarini je preuzimaju od švicarskih i njemačkih pukovnija (oltramontani). Od sredine 17. stoljeća nose je samo narednici.[71]
- Partizana – oružje slično koplju, ima široku dvosječnu oštricu, s dvije kraće oštrice sa strane. Od sredine 17. stoljeća nose je samo kaplari.

- Samostrel – ostao u uporabi i nakon uvođenja vatrenog oružja zbog svoje pouzdanosti, pogotovo zbog borbe na brodovima

- Arkebuza –  prvo vatreno oružje korišteno primarno kao obrambeno oružje, kubure su bile oružje časnika i dočasnika, često ukrašavano, proizvodili su ih domaći majstori po narudžbi, simbol časti.
- Mušketa –  od 1715. sve pješačke pukovnije naoružane su mušketama.[72] Pukovnije oltramarina razlikovale su se od ostalih u mletačkoj vojsci po ne nošenju bajuneta.[73]
- Kubura – kubure su bile oružje časnika i dočasnika, često ukrašavano, proizvodili su ih domaći majstori po narudžbi, simbol časti, časnik je nosio dvije kubure koje su obično bile oko pasa.

## Odora i oprema
Zbog svoje službe na brodovima, oltramarini nisu nosili pune komplete oklopa, uglavnom su nosili željezne košulje od pletenih prstenova, tzv. verižan iznad kojeg bi nosili modri veštit ili kožne oklope s metalnim pločicama ili brigantina, koji su bili lakši za nositi te manje opasni kod pada s palube u more, ali i jeftiniji za proizvesti. U početku se dalmatinski vojnici najvjerojatnije nisu razlikovali ni izgledom ni opremom od ostalih mletačkih vojnika, kao što možemo vidjeti iz grba obitelji Hreljanović iz 15. stoljeća u Šibeniku. Ako su nosili kacige, nosili su lagane kacige tipa barbuta, a kasnije kacige tipa morion, spod kaciga su nosili krznene kape od kune, koje su nekad nosili i same. Krajem 16. stoljeća kacige će nositi samo oltramarini u gardističkim ulogama, kao dio svečane odore, dok će kape od kunine kože, tzv. magerke i modri veštit ostati će dio odore sve do kraja 18. stoljeća.  
Početkom 18. stoljeća odora se sastojala od modre dolame, kratkog modrog veštita s crvenim reverima te uskih modrih hlača. Oko struka su nosili zlatni ili plavi pojas s ramenom, na kojem su nosili glavna oružja, mač i bodež. Sredinom 18. stoljeća uveden je crveni kaput, dolama, za svečane prigode i službu po Terrafermi. Na glavi su nosili krznenu kapu (kalpak/magerka) od kože kune s pokrivkom od crvene ili plave boje s crnim vezom, uz to vojnici su češće nosili svoju inačicu dalmatinske barete, detalji su se razlikovali po pukovnijama. Časnici su često činove iskazivali s perima na kapi, što nalazimo i kod drugih postrojba toga vremena koje su popunjavali hrvatski vojnici. Kao dio odore, a i da bi neprijatelja još više zastrašili, nosili su dugu, kosu i puštali duge brkove. Časnici su se od vojnika razlikovali većim bogatstvom ukrasa i zapovjednim buzdovanom, simbolom čina i zapovjedništva, koji su uvijek nosili sa sobom.
- Prikaz oltramarina, 17. stoljeće
- Časnik oltramarina u svečanoj odori, 18. st.
- Odore iz 1771.  1.) svečana odora 2.) odora konjanika  3.) svakodnevna odora
- Tamburo oltramarina u svečanoj odori, 18. st.
- Oltramarin u svečanoj odori, 18. stoljeće A
- Oltramarin u svečanoj odori, 18. stoljeće B
- Alfier regimente Medin u svečanoj odori, 18. st.

## Poznati pripadnici
- Josip Visković (tal. Giuseppe Viscovich), posljednji mletački kapetan Perasta, conte
- Antonio Kumbat (Pukovnik oltramarina, kasnije Sargente Maggiore di Battaglia)
- Antonio Giancix (Vojni inženjer i časnik oltramarina, dogurao do visokog čina Tenete Generale mletačke vojske)
- Brne Karnarutić (Satnik cappelletta i književnik)
- Stipan Sorić (zapovjednik mletačke vojske prilikom oslobađanja Drniša i Klisa, katolički svećenik)
- Vuk Mandušić (zapovjednik šibenskih černida i časnik cappelletta)
- Lujo Matutinović (časnik u pukovniji Cernizza, odlikovan u borbama s berberskim gusarima, kasnije zapovjednik bojne tijekom Napoleonskih ratova)
- Šimun Fanfogna (Pukovnik i Sargente Maggiore di Battaglia oltramarina u Morejskom ratu, kasnije promaknut u čin Sargente Generale)
- Marko Antonio Bubić (Pukovnik oltramarina, kasnije promaknut u čin Sargente Generale, zadnji zapovjednik korpusa oltramarina )
- Lujo Detrico  (Kapetan oltramarina u Morejskom ratu, potom Pukovnik ,a kasnije Sargente Maggiore di Battaglia te Sopraintendante Oltramarina)
- Vid Matasović (Pukovnik oltramarina i croata a cavalo u Ciparskom ratu)
- Tripun Štukanović (Pukovnik oltramarina u Morejskom ratu, oslobodio Herceg Novi)
- Zuanne Ivan Radoš (Pukovnik oltramarina, kasnije Conte, Sopraintendante Oltramarina i Cavaliere di San Marco, veteran Kandijskog rata)
- Šimun Bartolazzi (Pukovnik oltramarina i croata a cavalo)

## Galerija
- Conte Josip Visković
- Veteran, Niccolò Cassana 1710.
- Dalmatinski Kapetan, portret, kolekcija Aralica
- Dalmatinski Kapetan, portret, kolekcija Aralica
- Slika Giacoma Cerutia, 1750. "Soldati Schiavoni che giocano a carte", dalmatinski vojnici igraju karte.

## Vanjske poveznice
- Generalni providuri za Dalmaciju i Albaniju (fond)
- U vihoru mletačko-turskih ratova
- Zemljovid Stogodišnjeg hrvatsko-turskog rata
- Šibenski plemić Nikola Divnić (1654. – 1734.), pukovnik hrvatske lake konjice (Cavalleria Croati)
- Iz hrvatske vojne povijesti – Croati a cavallo i Soldati Albanesi, njihova bratovština i gradivo o njezinu djelovanju od 1675. godine do sredine XVIII. stoljeća
- Zadarski patricij Šimun Nassi – pukovnik hrvatskih konjanika u mletačkoj vojsci (početak 18. stoljeća)
- Kotorski plemići Frano Buća, Gabrijel Vraćen i Nikola Paskvali – zapovjednici mletačkih prekomorskih vojnih postrojbi (prva polovica XVIII. stoljeća)
- Ivan iz Vrane – mletački admiral u Lepantskom boju (1571.)
- Bitka kod Lepanta 7. listopada 1571. godine